# کیلهم، نورث‌آمبرلند
کیلهم (به انگلیسی: Kilham) یک روستا و محله مدنی در بریتانیا است که در نورث‌آمبرلند واقع شده‌است. کیلهم ۱۳۱ نفر جمعیت دارد.